# Wydminy
Wydminy (niem. Widminnen) – wieś w Polsce położona w województwie warmińsko-mazurskim, w powiecie giżyckim, w gminie Wydminy. Siedziba gminy Wydminy. Dawniej samodzielne miasto. W latach 1975–1998 miejscowość administracyjnie należała do województwa suwalskiego.
Miejscowość jest położona nad Jeziorem Wydmińskim, jest wsią letniskową z ośrodkami wczasowymi i domami wypoczynkowymi.
Przez miejscowość przebiega linia kolejowa nr 38 Białystok – Głomno. Na stacji Wydminy zatrzymują się pociągi REGIO.
W miejscowości funkcjonuje Zespół Szkół Ogólnokształcących, w skład którego wchodzi Szkoła Podstawowa oraz Samorządowe Liceum Ogólnokształcące, a także Gminny Ośrodek Kultury, Gminna Biblioteka Publiczna, Gminny Ośrodek Pomocy Społecznej, Centrum Usług Wspólnych.  
| SIMC    | Nazwa    | Rodzaj     |
| ------- | -------- | ---------- |
| 0772599 | Ernstowo | przysiółek |

## Historia
W XIII w. Krzyżacy zajęli i zniszczyli gród pruski Wydemyns. Obecna wieś została założona w 1480 roku w miejscu dawnego grodu. W 1600 roku wieś zamieszkiwała wyłącznie ludność polska. W 1656 r. Wydminy zostały zniszczone przez Tatarów. W 1710 r. 227 osób zmarło wskutek epidemii dżumy.
W 1820 roku w parafii na 632 uczniów nie było ani jednego znającego język niemiecki. W 1852 r. wybuchł wielki pożar, który zniszczył większą część zabudowy. W 1896 r. zauważalny był wyraźny efekt akcji germanizacyjnej: na 5200 parafian tylko 1400 było Polakami. W czasie I wojny światowej, w 1914 roku, 75% wsi zostało zniszczone. Odbudowa nastąpiła po wojnie. W latach 30. XX w. zaczęła się rozwijać turystyka, powstały wówczas dwa hotele i cztery restauracje. Zniszczenia wojenne w trakcie II wojny światowej obejmowały 75% zabudowy.
Od 5 lipca 1945 do 27 września 1945 Wydminy posiadały prawa miejskie. 
14 lutego 1946 roku Wydminy zostały opanowane przez III Brygadę Wileńską Narodowego Zjednoczenia Wojskowego dowodzoną przez podporucznika Kazimierza Chmielowskiego pseudonim "Rekin". Zajęli wówczas posterunek Milicji Obywatelskiej i wywiesili biało-czerwone flagi. Następnie udali się w stronę Puszczy Boreckiej, gdzie stoczyli bitwę pod Gajrowskimi z wojskami NKWD, UB i Ludowego Wojska Polskiego.
W 1961 w Wydminach urodziła się Jolanta Piotrowska, późniejsza burmistrz Giżycka, senator XI kadencji.
W 2012 r. w obrębie miejscowości wybudowane zostały trzy wiatraki.
W 2017 oraz w 2020 Rada Gminy Wydminy bezskutecznie starała się o nadanie praw miejskich. Pierwszy wniosek uzyskał negatywną opinię Rady Ministrów wskutek nieprawidłowości w dokumentacji geodezyjnej, negatywnej opinii wojewody warmińsko-mazurskiego, który stwierdził m.in. niestarannie przeprowadzone konsultacje lokalne, brak instytucji pełniących ponadlokalne funkcje miastotwórcze i brak dokumentacji w zakresie działań rozwojowych Wydmin. Drugi wniosek został odrzucony z uwagi na niespełnienie wymogów formalnych przy zorganizowanych konsultacjach społecznych, w których wniosek poparło 62,55% głosujących.

## Religia

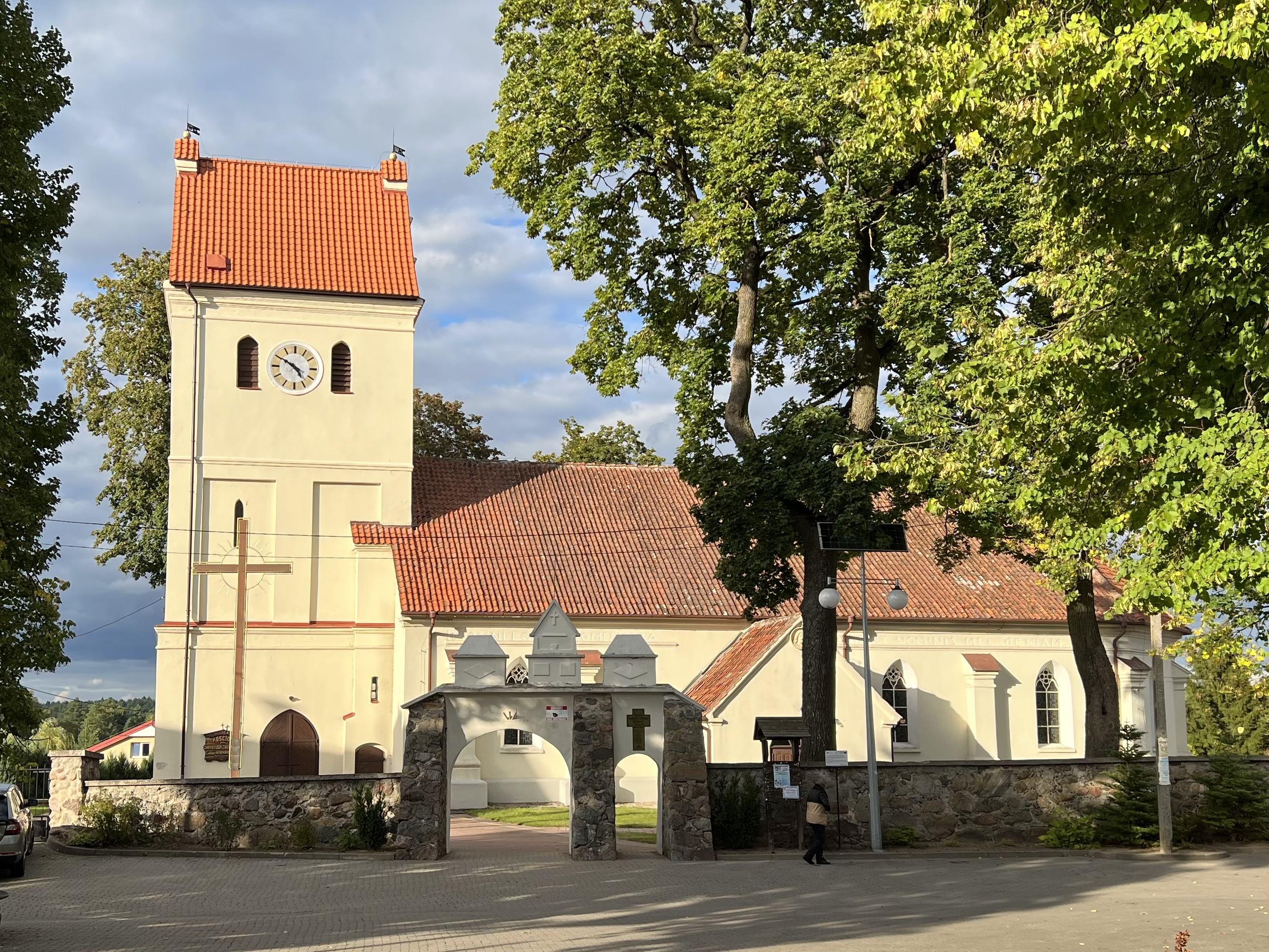
Kościół rzymskokatolicki Zbawiciela

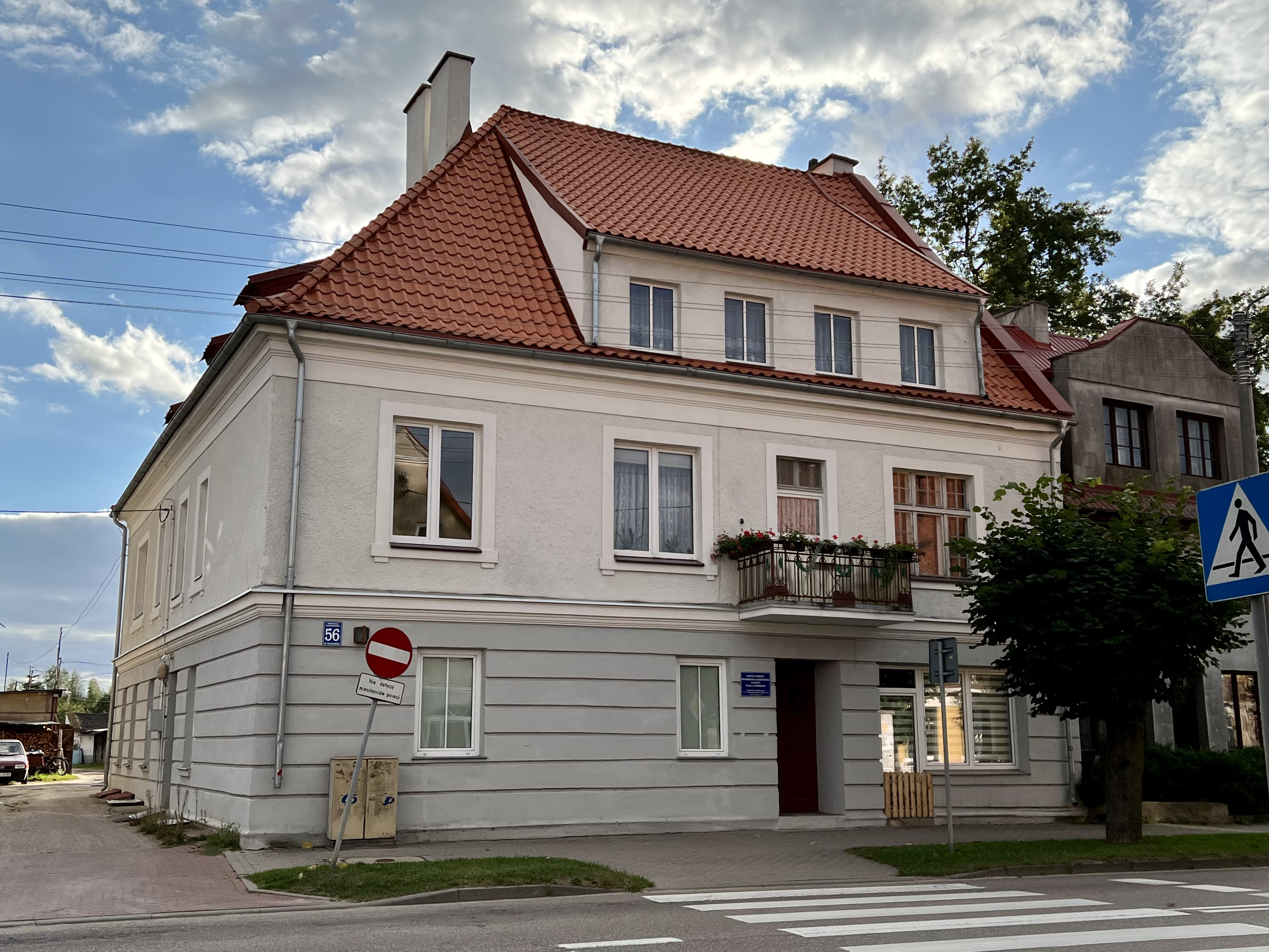
Kaplica ewangelicka

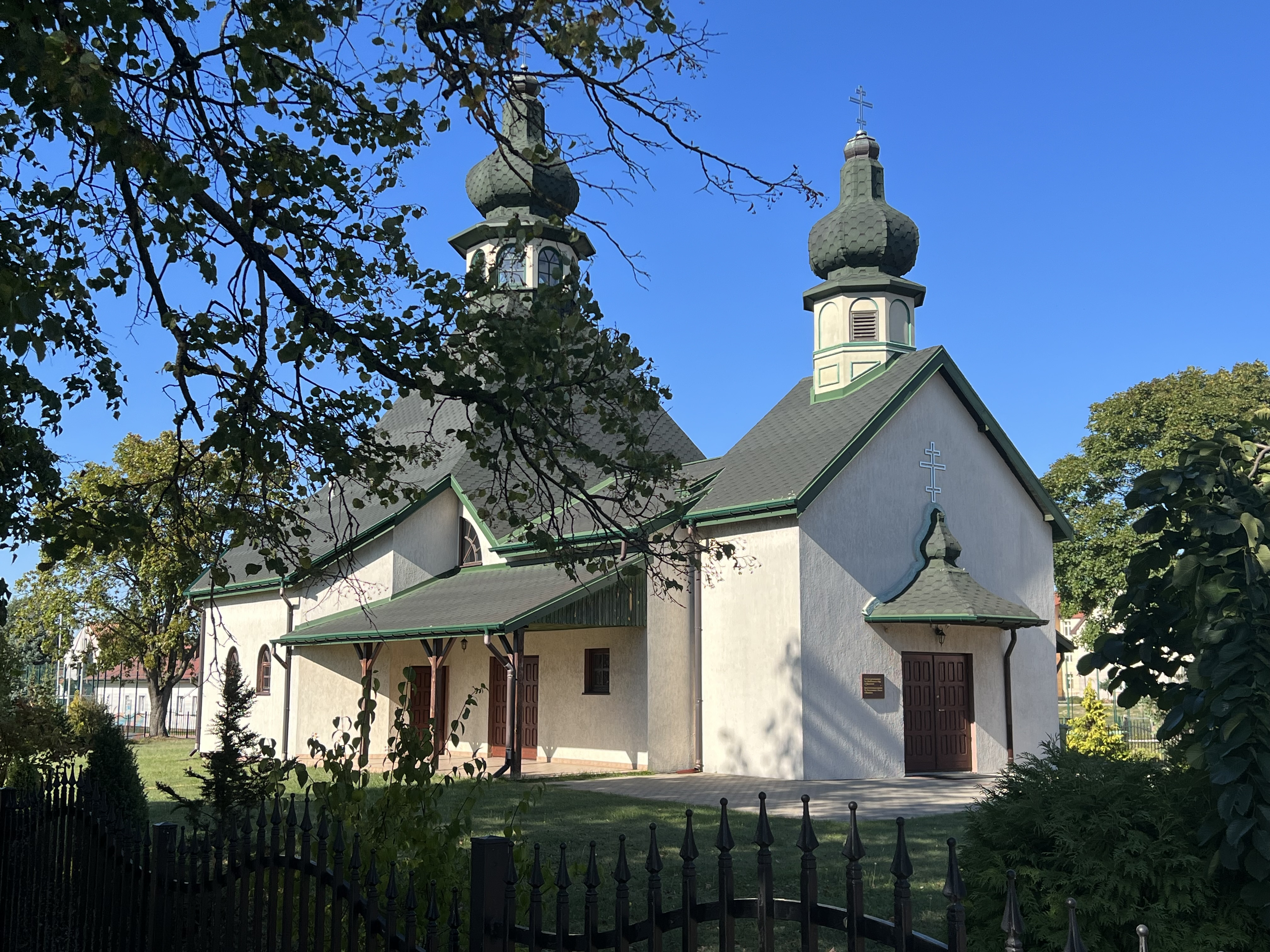
Cerkiew greckokatolicka

- Kościół Ewangelicko-Augsburski w RP:
  - filiał Wydminy parafii ewangelicko-augsburskiej w Giżycku[16][17]
- Kościół greckokatolicki:
  - Parafia św. św. Włodzimierza i Olgi w Wydminach[18]
- Kościół rzymskokatolicki:
  - Parafia Chrystusa Zbawiciela w Wydminach[19]
- Zrzeszenie Wolnych Badaczy Pisma Świętego:
  - zbór w Wydminach

## Zabytki
- Małomiasteczkowa zabudowa złożona z zabytkowych kamieniczek z XIX i pocz. XX w. z wydłużonym rynkiem
- Kościół pw. Chrystusa Zbawiciela z XVI w., spalony w 1572 r., odbudowany w 1701. Wieża kościelna z 1654 r. Wystrój wnętrza barokowy
- Budynek Zespołu Szkół Ogólnokształcących